# Tami-Inseln
Die Tami-Inseln (auch Cretininseln) sind eine bewohnte Gruppe von vier kleinen Koralleninseln östlich der Huon-Halbinsel in der Morobe-Provinz von Papua-Neuguinea gegenüber dem Kap Cretin auf dem ehemaligen Kaiser-Wilhelms-Land. Die Inselgruppe liegt etwa 12 km südöstlich vor Finschhafen. Nur die Inseln Kalal (Tami Island) und Wonam sind bewohnt, mit je einem Dorf.
Die Inseln sind nach dem neuguineischen Volksstamm Tami benannt, der hier lebt. Hier werden die berühmten Holzschüsseln (Essmulden) in Schnitztechnik hergestellt.